# Aulo Postumio Tuberto
Aulo Postumio Tuberto   fue un político y militar romano del siglo V a. C. perteneciente a la gens Postumia.

## Familia
Tuberto fue miembro de los Postumios Tubertos, una rama familiar patricia de la gens Postumia. Fue padre de Postumia y de un hijo de nombre desconocido.

## Carrera pública
El dictador Mamerco Emilio Mamercino lo escogió para que fuese su magister equitum en el año 433 a. C. Tres años después fue nombrado dictador. Este último año es memorable en los anales romanos por la gran victoria que el dictador obtuvo en el monte Álgido frente a las fuerzas combinadas de los ecuos y volscos. Esta victoria, que según la tradición se logró un 18 de junio, decidió la contienda con los ecuos, que a partir de este momento pierden interés en la historia de Roma, como potencia adversaria.
De acuerdo con la tradición el dictador condenó a su propio hijo a muerte en esta campaña porque abandonó su puesto llevado por su ardor de luchar contra el enemigo. Esta historia es rechazada por Tito Livio, pero con motivos insuficientes, como Niebuhr puso de manifiesto. Tuberto celebró un triunfo a su regreso a Roma.